# Paraíso das Piabas
Paraíso das Piabas é um bairro pertencente ao distrito de Justinópolis em Ribeirão das Neves, na Região Metropolitana de Belo Horizonte. Localiza-se a noroeste do centro de Justinópolis e tem acesso principal pela Av. do Catete e Av. Suburbana.

## Origem
De acordo com o Plano de Regularização Fundiária de Ribeirão das Neves elaborado em 2009, a imobiliária Irmãos Costa, em 1982, loteou e vendeu o terreno, com aprovação da Prefeitura Municipal de Ribeirão das Neves no ano de 1983, formando a região dos bairros Paraíso das Piabas, Bairro Cristais e Bairro Nossa Senhora da Piedade.
Começou a se consolidar na década de 80/90, em decorrência sobretudo da sua localização, na região de conurbação com o distrito de Venda Nova. Há, também, o fato da expansão exponencial nas redondezas, destaque para a região de Areias e do bairro Botafogo.

## Atualidade
O Ribeirão Piabas, importante afluente da cidade, caracteriza o perímetro da região ao leste e em parte do norte, onde se encontra aos bairros Nossa Senhora da Piedade e o bairro Paraíso das Piabas.O Bairro se assenta sob um terreno plano, traçado viário regular e de ruas largas predominantemente asfaltadas. Caracteriza-se em assentamento de lotes médios, residenciais, uni familiar, predominantemente de um pavimento e de traçado regular.
É uma localidade de ambiente calmo e pouco movimentado, possui linhas de ônibus que saem diretamente do bairro, também possui uma escola estadual e alguns comércios espalhados na rua principal.
Já na economia, além dos comércios, existem pequenos e médios produtores agrícolas na região e os principais destinos das mercadorias ali produzidas são sacolões da cidade e o CEASA.
A área oeste do Bairro é ocupada pelo Parque da Lajinha.
Há uma estrada de terra que sai do bairro, passando por dentro do parque e chegando até o bairro Porto Seguro (Região Central), sendo uma alternativa para os motoristas que querem chegar até a sede do município ou que desejam chegar até Justinópolis sem ter que passar pela LMG-806.
Os bairros vizinhos são: Jardim São Judas Tadeu, Menezes, Piedade e Maracanã.

## Ligações Externas
- Prefeitura de Ribeirão das Neves
- Localização do Bairro